# Uramya plaumanni
Uramya plaumanni är en tvåvingeart som beskrevs av Guimaraes 1980. Uramya plaumanni ingår i släktet Uramya och familjen parasitflugor. Inga underarter finns listade i Catalogue of Life.